# Theone
Theone is een geslacht van kevers uit de familie bladkevers (Chrysomelidae).
De wetenschappelijke naam van het geslacht werd in 1857 gepubliceerd door Johannes von Nepomuk Franz Xaver Gistel.

## Soorten
- Theone afghanistanica Mandl, 1968
- Theone costipennis Kirsch, 1880
- Theone filicornis (Jakob, 1957)
- Theone margelanica (Kraatz, 1882)
- Theone octocostata (Weise, 1912)
- Theone ornata (Jakob, 1957)
- Theone silphoides (Dalman, 1823)
- Theone silphoides Dalman, 1823